# Viktor Norberg
Viktor Norberg, född 4 september 1977, är en svensk före detta beachvolleybollspelare. 2002 vann Norberg tillsammans med Pelle Hugoson SM-guld i beachvolley.